# Väärätsaaret (ö i Norra Karelen, Mellersta Karelen)
Väärätsaaret är en ö i Finland. Den ligger i sjön Pyhäjärvi och i kommunen Kides i den ekonomiska regionen  Mellersta Karelens ekonomiska region  och landskapet Norra Karelen, i den sydöstra delen av landet, 300 km nordost om huvudstaden Helsingfors. Öns area är 1 hektar och dess största längd är 220 meter i sydväst-nordöstlig riktning.  Notera att namnet antyder att det är fråga om flera öar.